# Grande Fratello (terza edizione)
La terza edizione del reality show Grande Fratello è andata in onda in diretta in prima serata su Canale 5 dal 30 gennaio all'8 maggio 2003. È durata 99 giorni, ed è stata condotta per la prima volta da Barbara D'Urso, e con la partecipazione dell'inviato Marco Liorni per la terza volta consecutiva.
L'edizione è stata vinta da Floriana Secondi, che si è aggiudicata il montepremi di 243 516 €.

## Le innovazioni
Barbara D'Urso subentrò a Daria Bignardi, conduttrice delle prime due edizioni, e la "Casa" venne ampliata a quasi 3.500 m2 e dotata di molte pareti vetrate, per meglio osservare gli occupanti. Marco Liorni fu confermato nel suo ruolo di inviato, mentre l'edizione è stata considerata fortemente innovativa, rispetto alle due edizioni precedenti.
Il gioco venne arricchito con nuovi meccanismi, come i premi per il vincitore settimanale, insignito del titolo "il migliore", che poteva ottenere generi di conforto personali, esclusioni dalla "nomination" o la permanenza temporanea in un luogo appartato e dotato di ogni comfort, denominato "la suite".
Tali premi settimanali vennero monetizzati, decurtando così il premio finale del vincitore a circa 243 516 euro, dei 300 000 inizialmente messi in palio.

## Concorrenti
L'età dei concorrenti si riferisce al momento dell'ingresso nella casa.
| Concorrente           | Età     | Professione                     | Luogo di nascita   | Risultato            |
| --------------------- | ------- | ------------------------------- | ------------------ | -------------------- |
| Floriana Secondi      | 25 anni | Barista                         | Roma               | Vincitrice           |
| Victoria Pennington   | 19 anni | Istruttrice di nuoto            | Plano              | Seconda classificata |
| Luca Argentero        | 24 anni | Barman                          | Torino             | Terzo classificato   |
| Franco Biccica        | 28 anni | Commerciante                    | Firenze            | Quarto classificato  |
| Marianella Bargilli   | 31 anni | Hostess                         | Cecina             | Eliminata            |
| Claudia Bormioli      | 25 anni | Studentessa                     | Macerata           | Eliminata            |
| Manila Barbati        | 28 anni | Insegnante di danza             | Milano             | Eliminata            |
| Pasquale Laricchia    | 30 anni | Personal trainer                | Bari               | Eliminato            |
| Fedro Francioni       | 33 anni | Imprenditore                    | Terni              | Ritirato             |
| Angela Sozio          | 29 anni | Responsabile amministrativa     | Bari               | Eliminata            |
| Andrea Francolino     | 23 anni | Scultore                        | Bari               | Eliminato            |
| Raffaello Orselli     | 35 anni | Comandante di yacht da crociera | Piombino           | Eliminato            |
| Sergio Squillacciotti | 32 anni | Rappresentante di commercio     | Napoli             | Eliminato            |
| Marika Suppa          | 26 anni | Cameriera                       | Corato             | Eliminata            |
| Massimo Zino          | 25 anni | Studente                        | Roma               | Eliminato            |
| Erika Terzi           | 26 anni | Assistente di volo              | Trescore Balneario | Eliminata            |

## Tabella delle nomination
|             | Settimana 1  | Settimane 2/3                              | Settimane 4/5              | Settimana 6                         | Settimana 7                               | Settimane 8/9                           | Settimane 10/11                             | Settimana 12                    | Settimana 13                              | Settimana 14                             | Ultima settimana                       | Ultima settimana                 | Numero totale di nomination |
| ----------- | ------------ | ------------------------------------------ | -------------------------- | ----------------------------------- | ----------------------------------------- | --------------------------------------- | ------------------------------------------- | ------------------------------- | ----------------------------------------- | ---------------------------------------- | -------------------------------------- | -------------------------------- | --------------------------- |
| Floriana    | Erika        | Marianella Pasquale Victoria               | Marianella Sergio Victoria | Claudia Marianella Raffaello        | Andrea Claudia Marianella                 | Fedro Pasquale Victoria                 | Fedro Luca Marianella                       | Luca Pasquale Victoria          | Luca Marianella Victoria                  | Luca Marianella Victoria                 | Vincitrice (Giorno 99)                 | Vincitrice (Giorno 99)           | 44                          |
| Victoria    | Erika        | Andrea Floriana Marika                     | Andrea Fedro Floriana      | Claudia Fedro Luca                  | Andrea Claudia Fedro                      | Angela Fedro Floriana                   | Claudia Fedro Marianella                    | Floriana Luca Marianella        | Claudia Floriana Luca                     | Franco Luca Marianella                   | Seconda classificata (Giorno 99)       | Seconda classificata (Giorno 99) | 43                          |
| Luca        | Marika       | Claudia Pasquale Victoria                  | Floriana Pasquale Victoria | Pasquale Raffaello Victoria         | Floriana Pasquale Victoria                | Claudia Floriana Victoria               | Floriana Pasquale Victoria                  | Floriana Pasquale Victoria      | Claudia Franco Victoria                   | Floriana Franco Victoria                 | Terzo classificato (Giorno 99)         | Terzo classificato (Giorno 99)   | 13                          |
| Franco      | Non in casa  | Non in casa                                | Non in casa                | Non in casa                         | Non in casa                               | Non in casa                             | Non in casa                                 | Immune                          | Claudia Floriana Marianella               | Luca Marianella Victoria                 | Quarto classificato (Giorno 99)        | Quarto classificato (Giorno 99)  | 6                           |
| Marianella  | Erika        | Floriana Pasquale Victoria                 | Angela Floriana Pasquale   | Pasquale Raffaello Victoria         | Angela Pasquale Victoria                  | Angela Floriana Victoria                | Floriana Pasquale Victoria                  | Floriana Pasquale Victoria      | Floriana Franco Victoria                  | Floriana Franco Victoria                 | Eliminata (Giorno 92)                  | Eliminata (Giorno 92)            | 18                          |
| Claudia     | Erika        | Floriana Pasquale Victoria                 | Angela Floriana Pasquale   | Floriana Pasquale Raffaello         | Floriana Pasquale Victoria                | Floriana Pasquale Victoria              | Floriana Pasquale Victoria                  | Floriana Pasquale Victoria      | Floriana Franco Victoria                  | Eliminata (Giorno 85)                    | Eliminata (Giorno 85)                  | Eliminata (Giorno 85)            | 15                          |
| Manila      | Non in casa  | Non in casa                                | Non in casa                | Non in casa                         | Non in casa                               | Non in casa                             | Non in casa                                 | Immune                          | Eliminati (Giorno 78)                     | Eliminati (Giorno 78)                    | Eliminati (Giorno 78)                  | Eliminati (Giorno 78)            | 0                           |
| Pasquale    | Erika        | Andrea Floriana Marika                     | Fedro Floriana Sergio      | Claudia Fedro Raffaello             | Andrea Claudia Fedro                      | Angela Fedro Floriana                   | Fedro Luca Marianella                       | Floriana Luca Marianella        | Eliminati (Giorno 78)                     | Eliminati (Giorno 78)                    | Eliminati (Giorno 78)                  | Eliminati (Giorno 78)            | 38                          |
| Fedro       | Erika        | Floriana Pasquale Victoria                 | Floriana Pasquale Victoria | Floriana Pasquale Victoria          | Floriana Pasquale Victoria                | Claudia Floriana Victoria               | Floriana Pasquale Victoria                  | Ritirato (Giorno 67)            | Ritirato (Giorno 67)                      | Ritirato (Giorno 67)                     | Ritirato (Giorno 67)                   | Ritirato (Giorno 67)             | 14                          |
| Angela      | Marika       | Luca Marianella Pasquale                   | Fedro Marianella Sergio    | Claudia Fedro Raffaello             | Andrea Claudia Marianella                 | Marianella Pasquale Victoria            | Eliminata (Giorno 57)                       | Eliminata (Giorno 57)           | Eliminata (Giorno 57)                     | Eliminata (Giorno 57)                    | Eliminata (Giorno 57)                  | Eliminata (Giorno 57)            | 7                           |
| Andrea      | Erika        | Floriana Marika Pasquale                   | Floriana Pasquale Victoria | Floriana Pasquale Victoria          | Floriana Pasquale Victoria                | Eliminato (Giorno 43)                   | Eliminato (Giorno 43)                       | Eliminato (Giorno 43)           | Eliminato (Giorno 43)                     | Eliminato (Giorno 43)                    | Eliminato (Giorno 43)                  | Eliminato (Giorno 43)            | 7                           |
| Raffaello   | Non in casa  | Immune                                     | Floriana Pasquale Sergio   | Angela Floriana Pasquale            | Eliminato (Giorno 36)                     | Eliminato (Giorno 36)                   | Eliminato (Giorno 36)                       | Eliminato (Giorno 36)           | Eliminato (Giorno 36)                     | Eliminato (Giorno 36)                    | Eliminato (Giorno 36)                  | Eliminato (Giorno 36)            | 6                           |
| Sergio      | Erika        | Marika Pasquale Victoria                   | Floriana Pasquale Victoria | Eliminato (Giorno 29)               | Eliminato (Giorno 29)                     | Eliminato (Giorno 29)                   | Eliminato (Giorno 29)                       | Eliminato (Giorno 29)           | Eliminato (Giorno 29)                     | Eliminato (Giorno 29)                    | Eliminato (Giorno 29)                  | Eliminato (Giorno 29)            | 4                           |
| Marika      | Nessuno      | Luca Pasquale Victoria                     | Eliminata (Giorno 15)      | Eliminata (Giorno 15)               | Eliminata (Giorno 15)                     | Eliminata (Giorno 15)                   | Eliminata (Giorno 15)                       | Eliminata (Giorno 15)           | Eliminata (Giorno 15)                     | Eliminata (Giorno 15)                    | Eliminata (Giorno 15)                  | Eliminata (Giorno 15)            | 4                           |
| Massimo     | Non in casa  | Immune                                     | Eliminato (Giorno 8)       | Eliminato (Giorno 8)                | Eliminato (Giorno 8)                      | Eliminato (Giorno 8)                    | Eliminato (Giorno 8)                        | Eliminato (Giorno 8)            | Eliminato (Giorno 8)                      | Eliminato (Giorno 8)                     | Eliminato (Giorno 8)                   | Eliminato (Giorno 8)             | 0                           |
| Erika       | Nessuno      | Eliminata (Giorno 1)                       | Eliminata (Giorno 1)       | Eliminata (Giorno 1)                | Eliminata (Giorno 1)                      | Eliminata (Giorno 1)                    | Eliminata (Giorno 1)                        | Eliminata (Giorno 1)            | Eliminata (Giorno 1)                      | Eliminata (Giorno 1)                     | Eliminata (Giorno 1)                   | Eliminata (Giorno 1)             | 8                           |
| Annotazioni | Vedi nota 1  | Vedi nota 2                                | Vedi nota 3                | Vedi nota 4                         | Nessuna                                   | Nessuna                                 | Vedi nota 5                                 | Vedi nota 6                     | Nessuna                                   | Nessuna                                  | Nessuna                                | Nessuna                          |                             |
| Nominati    | Erika Marika | Massimo Raffaello Floriana Marika Victoria | Floriana Pasquale Sergio   | Claudia Pasquale Raffaello Victoria | Andrea Claudia Floriana Pasquale Victoria | Angela Fedro Floriana Pasquale Victoria | Fedro Floriana Marianella Pasquale Victoria | Floriana Luca Pasquale Victoria | Claudia Floriana Franco Pasquale Victoria | Franco Luca Marianella Pasquale Victoria | Floriana Franco Luca Pasquale Victoria |                                  |                             |
| Ritirati    | Nessuno      | Nessuno                                    | Nessuno                    | Nessuno                             | Nessuno                                   | Nessuno                                 | Fedro                                       | Nessuno                         | Nessuno                                   | Nessuno                                  | Nessuno                                | Nessuno                          |                             |
| Eliminati   | Erika 8 voti | Massimo 34% per entrare                    | Sergio 57% per eliminare   | Raffaello 44% per eliminare         | Andrea 39% per eliminare                  | Angela 33% per eliminare                | Eliminazione cancellata                     | Pasquale 33% per eliminare      | Claudia 47% per eliminare                 | Marianella 69% per eliminare             | Franco 2% (su 4)                       | Luca 9% (su 4)                   |                             |
| Eliminati   | Erika 8 voti | Marika 46% per eliminare                   | Sergio 57% per eliminare   | Raffaello 44% per eliminare         | Andrea 39% per eliminare                  | Angela 33% per eliminare                | Eliminazione cancellata                     | Manila per scelta del gf        | Claudia 47% per eliminare                 | Marianella 69% per eliminare             | Victoria 33% (su 4)                    | Floriana 56% per vincere         |                             |

- Nota 1: Erika e Marika sono nominate la prima sera dal Grande Fratello, gli altri ragazzi votano per chi eliminare.
- Nota 2: Nella prima puntata vengono presentati Massimo e Raffaello e viene aperto il televoto per chi far entrare. Nel corso della seconda puntata i due entrano in casa, ma solo Raffaello può rimanere. Victoria è la migliore della settimana e salva Pasquale dalla nomination.
- Nota 3: Pasquale è il migliore della settimana e salva Victoria dalla nomination.
- Nota 4: Floriana è la migliore della settimana e salva se stessa dalla nomination.
- Nota 5: In seguito al ritiro di Fedro, il televoto viene annullato e non c'è nessuna eliminazione.
- Nota 6: Il destino dei due nuovi entrati dipendeva dal televoto settimanale: essendo uscito un uomo (Pasquale), ad abbandonare la casa è la donna (Manila).

## Episodi di particolare rilievo
- Fedro Francioni è costretto ad abbandonare il programma per un lutto familiare.
- Marianella Bargilli è stata la prima concorrente nella storia del Grande Fratello a fare coming-out davanti alla telecamere, dichiarandosi bisessuale[3].
- Per la prima volta partecipano come concorrenti una coppia di fidanzati, Pasquale Laricchia e la statunitense Victoria Pennington. La loro storia d'amore poi non è proseguita una volta usciti dalla casa.
- Pasquale Laricchia partecipò nel 2003 al reality Grande Fratello 3, nel 2004 al reality On the Road, nel 2008 partecipò al reality La talpa 3 e nel 2020 al Grande Fratello VIP 4.
- La vincitrice di questa edizione, Floriana Secondi, nel 2004 ha partecipato a un altro reality, La fattoria, conquistando per prima il titolo di personaggio TV ad aver partecipato a più reality.
- In quest'edizione è stata introdotta nella casa la stanza chiamata suite, un luogo pieno di ogni lusso, cui aveva diritto di accesso solo il migliore nella prova settimanale, accompagnato da un altro concorrente a sua scelta.
- In piena campagna pacifista contro la guerra in Iraq, il Trio Medusa de Le Iene riesce a lanciare nella casa la bandiera della pace: essa rimarrà esposta fino alla fine del programma in diversi punti all'interno della Casa.
- La finale ha fatto registrare 10 694 000 spettatori e il 45,11% di share.

## Ascolti
| Puntata    | Messa in onda    | Telespettatori | Share  |
| ---------- | ---------------- | -------------- | ------ |
| 1          | 30 gennaio 2003  | 8 487 000      | 35,00% |
| 2          | 6 febbraio 2003  | 7 450 000      | 29,12% |
| 3          | 13 febbraio 2003 | 7 785 000      | 30,38% |
| 4          | 20 febbraio 2003 | 7 313 000      | 28,86% |
| 5          | 27 febbraio 2003 | 7 624 000      | 31,04% |
| 6          | 6 marzo 2003     | 7 441 000      | 29,02% |
| 7          | 13 marzo 2003    | 8 095 000      | 32,86% |
| 8          | 20 marzo 2003    | 8 179 000      | 35,19% |
| 9          | 27 marzo 2003    | 8 421 000      | 33,85% |
| 10         | 3 aprile 2003    | 8 274 000      | 32,15% |
| 11         | 10 aprile 2003   | 8 938 000      | 34,62% |
| 12         | 17 aprile 2003   | 8 498 000      | 33,84% |
| 13         | 24 aprile 2003   | 8 519 000      | 32,50% |
| Semifinale | 1º maggio 2003   | 8 184 000      | 33,70% |
| Finale     | 8 maggio 2003    | 10 694 000     | 45,11% |
| Media      | Media            | 8 260 000      | 33,15% |